# Maurice Wignall
Maurice Wignall, né le 17 avril 1976, est un athlète jamaïcain, spécialiste du 110 mètres haies et du saut en longueur.
Il mesure 1,86 m pour 75 kg.

## Palmarès
| Date | Compétition                    | Lieu       | Résultat | Discipline  | Temps   |
| ---- | ------------------------------ | ---------- | -------- | ----------- | ------- |
| 1997 | Championnats du monde          | Athènes    | 12e      | Longueur    | NM      |
| 1999 | Jeux panaméricains             | Winnipeg   | 7e       | 110 m haies | 13 s 76 |
| 1999 | Jeux panaméricains             | Winnipeg   | 6e       | Longueur    | 7,73 m  |
| 2002 | Jeux du Commonwealth           | Manchester | 3e       | 110 m haies | 13 s 62 |
| 2004 | Championnats du monde en salle | Budapest   | 3e       | 60 m haies  | 7 s 48  |
| 2004 | Jeux olympiques                | Athènes    | 4e       | 110 m haies | 13 s 21 |
| 2004 | Finale mondiale                | Monaco     | 2e       | 110 m haies | 13 s 19 |
| 2005 | Championnats du monde          | Helsinki   | 7e       | 110 m haies | 13 s 47 |
| 2005 | Finale mondiale                | Monaco     | 5e       | 110 m haies | 13 s 20 |
| 2006 | Championnats du monde en salle | Moscou     | 4e       | 60 m haies  | 7 s 52  |
| 2006 | Jeux du Commonwealth           | Melbourne  | 1er      | 110 m haies | 13 s 26 |
| 2007 | Championnats du monde          | Osaka      | 8e       | 110 m haies | 13 s 39 |
| 2008 | Jeux olympiques                | Pékin      | 6e       | 110 m haies | 13 s 46 |
| 2009 | Championnats du monde          | Berlin     | 5e       | 110 m haies | 13 s 31 |
| 2010 | Championnats du monde en salle | Doha       | 7e       | 60 m haies  | 7 s 60  |

### Meilleurs temps
- 60 m en salle : 6 s 78 2e 	Fairfax VA	8 Jan 2000
- 60 m haies en salle : 7 s 48 	(RN) 	 	3e 	WC	Budapest 6 Mar 2004
- 110 m haies : 11 courses en dessous de 13 s 30 - meilleur temps, 13 s 17 (NR) -0,1 1s1 OG Athènes 26 août 2004
- Longueur :	8,09 m	 	-0.1 	q 	WC	Athènes	3 Aug 1997